# Alta Normandia
L'Alta Normandia (in francese: Haute-Normandie) era una regione amministrativa francese.
Dal 1º gennaio 2016 è stata unita alla Bassa Normandia per formare la nuova regione di Normandia.

## Geografia fisica
Era composta da 2 dipartimenti: Eure (27) e Senna Marittima (76, Seine-Maritime). Erano inclusi nella regione 6 arrondissement, 112 cantoni e 1.420 comuni. Il suo capoluogo è Rouen; altre città importanti sono Dieppe, Évreux e Le Havre.
Il territorio della regione confina con quello della Piccardia a est, dell'Île-de-France a sud-est, del Centro a sud e della Bassa Normandia a ovest. Le coste a nord sono bagnate dal Canale della Manica.